# Atong (langue)
Pour les articles homonymes, voir Atong.
L'atong est une langue des Grassfields parlée au Cameroun dans la région du Nord-Ouest, dans le département du Momo, à l'extrême nord-ouest de l'arrondissement de Widikum-Menka, dans les cinq villages suivants : Akanunku, Atong, Anjing, Emua, Ekao.
C'est une langue considérée comme menacée de disparition (6b).
2 913 locuteurs ont été dénombrés lors du recensement de 1987. Cependant une estimation de 2000 avance le chiffre de 4 223.